# Narocz (rzeka)
Narocz (biał. Нарач) – rzeka o długości 75 km na Białorusi, w rejonie miadziołskim, wypływa z jeziora Narocz i wpada do Wilii. 
Koryto meandrujące. Szerokość do 30−40 m. Prędkość przepływu 2–3 km/h.